# 관인중학교
관인중학교(官仁中學校)는 대한민국 경기도 포천시 관인면 탄동리에 있는 공립 중학교이다.

## 학교 연혁
- 1955년 4월 27일 : 관인중학교 설립인가(6학급)
- 1956년 6월 25일 : 초대 이영발 교장 취임
- 1967년 10월 23일 : 중학교 학칙변경(9학급)
- 1994년 3월 1일 : 관인중학교 관인고등학교 통합
- 2023년 3월 1일 : 제23대 황만식 교장 취임
- 2024년 1월 9일 : 관인중 제68회 졸업식 수여식(총 중 6,339명)
- 2024년 1월 9일 : 관인고 제50회 졸업식 수여식(총 고 4,146명)
- 2024년 3월 4일 : 관인중 7명 입학
- 2024년 3월 4일 : 관인고 12명 입학

## 참고 자료
- 관인중학교 - 한국교육학술정보원 학교알리미